# The Capture
 (novembre 2019).
Si vous disposez d'ouvrages ou d'articles de référence ou si vous connaissez des sites web de qualité traitant du thème abordé ici, merci de compléter l'article en donnant les références utiles à sa vérifiabilité et en les liant à la section « Notes et références ».
Cet article possède des paronymes, voir Capture et La Capture.
The Capture est une série télévisée britannique écrite et réalisée par Ben Chanan, diffusé depuis le 3 septembre 2019 sur BBC One.
En France, la série est diffusée sur la plate-forme de SVOD Starzplay depuis le 2 janvier 2020.

## Synopsis
Après avoir été acquitté d'un crime de guerre en Afghanistan, le caporal Shaun Emery (des United Kingdom Special Forces) est accusé d'enlèvement et de meurtre sur son avocate Hannah Roberts. L'unique preuve semble être une séquence d'une caméra de vidéosurveillance dont la validité pourrait être remise en doute. L’inspectrice Rachel Carey le traque dans Londres en usant d’un centre de vidéosurveillance où les flux vidéos semblent modifiés et les informations souffrir de rétentions. L’armée, le MI5 et la CIA pourraient bien avoir une influence dans cette affaire.

## Distribution
- Holliday Grainger (VF : Joséphine Ropion) : inspectrice Rachel Carey
- Cavan Clerkin (en) (VF : Eric Marchal) : inspecteur Patrick Flynn
- Ginny Holder (en) : inspectrice Nadia Latif
- Ben Miles (VF : Constantin Pappas) : Commandant Danny Hart
- Ron Perlman (VF : Michel Vigné) : Frank Napier
- Lia Williams (VF : Ariane Deviègue) : commissaire Gemma Garland
- Nigel Lindsay (en) (VF : Jean-François Aupied) : inspecteur Tom Kendricks
- Daisy Waterstone (en) (VF : Charlotte Hervieux) : Abigail Carey, demi-sœur de Rachel
- Peter Singh (VF : Taric Mehani) : DI Phillips

### Première saison seulement
- Callum Turner (VF : Jim Redler) : Lance Corporal Shaun Emery
- Paul Ritter : Marcus Levy
- Sophia Brown (en) (VF : Emmanuelle Rivière) : Karen
- Famke Janssen (VF : Juliette Degenne) : Jessica Mallory
- Ralph Ineson (VF : Bernard Bollet) : inspecteur Alec Boyd
- Barry Ward (en) (VF : Maurice Decoster) : Charlie Hall
- Laura Haddock (VF : Hélène Bizot) : Hannah Roberts

### Deuxième saison seulement
- Paapa Essiedu (VF : Mike Fédée) : Isaac Turner
- Indira Varma : Khadija Khan
- Andy Nyman : Home Secretary Rowan Gill
- Rob Yang : Yan Wanglei
- Charlie Murphy : Simone Turner, l'épouse d'Isaac
- Tessa Wong : DC Chloe Tan
- Harry Michell : Rhys Edwards
- Natalie Dew (VF : Flora Kaprielian) : Aliza Clarke
- Joseph Arkley : Gregory Knox, PDG de Truro Analytics
- Angus Wright (VF : François Jean-François) : Anthony Reed, OBE, BBC

 Source et légende : version française (VF) sur RS Doublage

## Épisodes

### Première saison (2019)
1. Ce qui se passe dans le Helmland (What Happens in Helmand)
2. Le soldat-jouet (Toy Soldier)
3. Cochon truffier (Truffle Hog)
4. Angles morts (Blind Spots)
5. Pèlerin de la justice (A Pilgrim of Justice)
6. Correction (Correction)

### Deuxième saison (2022)
Le 3 juin 2020, la série a été renouvelée pour une deuxième saison. Elle a été diffusée du 28 août au 12 septembre 2022 sur la BBC.
1. Invisible Men
2. Made in China
3. Charlie Foxtrot
4. #therealzacturner
5. Impostor Syndrome
6. The Flip